# Capacidad craneal

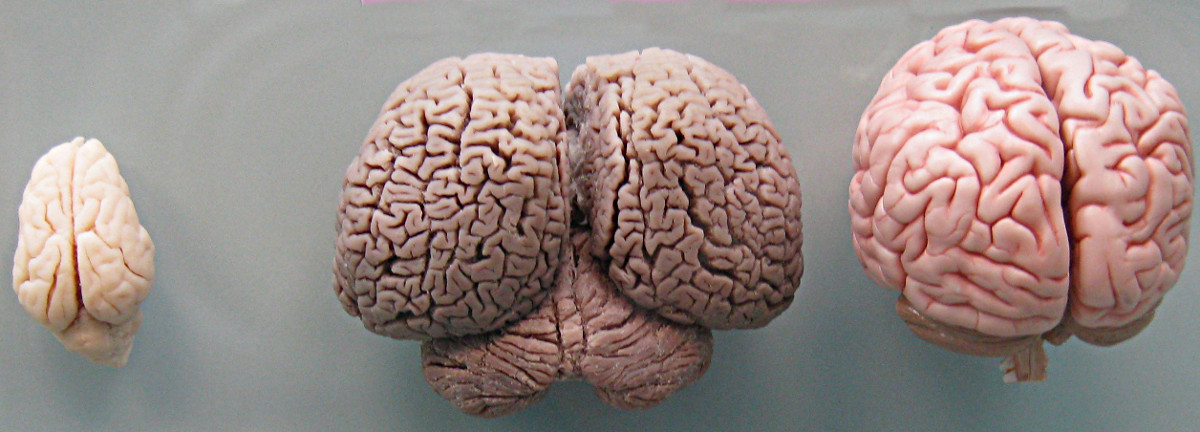
Cerebro de delfín mular (Tursiops truncatus) comparado con cerebros de cerdo salvaje (Sus scrofa) y un modelo plástico de cerebro humano (Homo sapiens).

La capacidad craneal es la medida del volumen interior del cráneo de los vertebrados, los que poseen tanto cráneo como cerebro. La unidad de medida más usada es el centímetro cúbico (cm³). El volumen del cráneo es usado como un indicador aproximado del tamaño del cerebro, y este a su vez es usado como un indicador para estimar la inteligencia potencial de un organismo. Sin embargo, las capacidades craneales más grandes, no son siempre indicativas de un organismo más inteligente, debido a que un volumen mayor es requerido para manejar un cuerpo más grande o, en algunos casos, es una característica adaptativa para la vida en un medio más frío.
Ejemplos de capacidad craneal:
- Orangutanes: 275-500 cm³ (centímetros cúbicos).
- Chimpancés: 275-500 cm³.
- Gorilas: 340-752 cm³.
- Humanos: 1200-1850 cm³.
- Neandertales: 1100-1900 cm³.

Ejemplos de homíninos primitivos (los volúmenes indicados son orientativos, existiendo variación para cada uno de los fósiles individuales):
| Especie                    | Tamaño (cm³) | Número de especímenes | Edad (millones de años) |
| -------------------------- | ------------ | --------------------- | ----------------------- |
| Australopithecus afarensis | 438          | 4                     | 3.6-2.9                 |
| Australopithecus africanus | 452          | 7                     | 3.0-2.4                 |
| Paranthropus boisei        | 521          | 1                     | 2.3-1.4                 |
| Paranthropus robustus      | 530          | 1                     | 1.9-1.4                 |
| Homo habilis               | 612          | 6                     | 1.9-1.6                 |
| Homo rudolfensis           | 700          | 1                     | 2.4-1.6                 |
| Homo ergaster              | 871          | 3                     | 1.9-1.7                 |